# Eisenbahner-Wohnhaus Bahnhof Radebeul Ost
Das Eisenbahner-Wohnhaus am Bahnhof Radebeul Ost steht in der Ursprungsgemarkung Radebeul der sächsischen Stadt Radebeul. Es wurde um 1895 als kleines Beamtenwohnhaus eines Eisenbahnbediensteten errichtet. Die Adresse ist Am alten Güterboden 2 nach dem östlich benachbarten alten Güterboden Bahnhof Radebeul Ost. Die ehemalige Adresse Sidonienstraße 1b verweist darauf, dass das Haus ein denkmalpflegerischer Bestandteil des Bahnhofs-Ensembles Radebeul Ost sowie der Sachgesamtheit Schmalspurbahn Radebeul Ost–Radeburg ist.

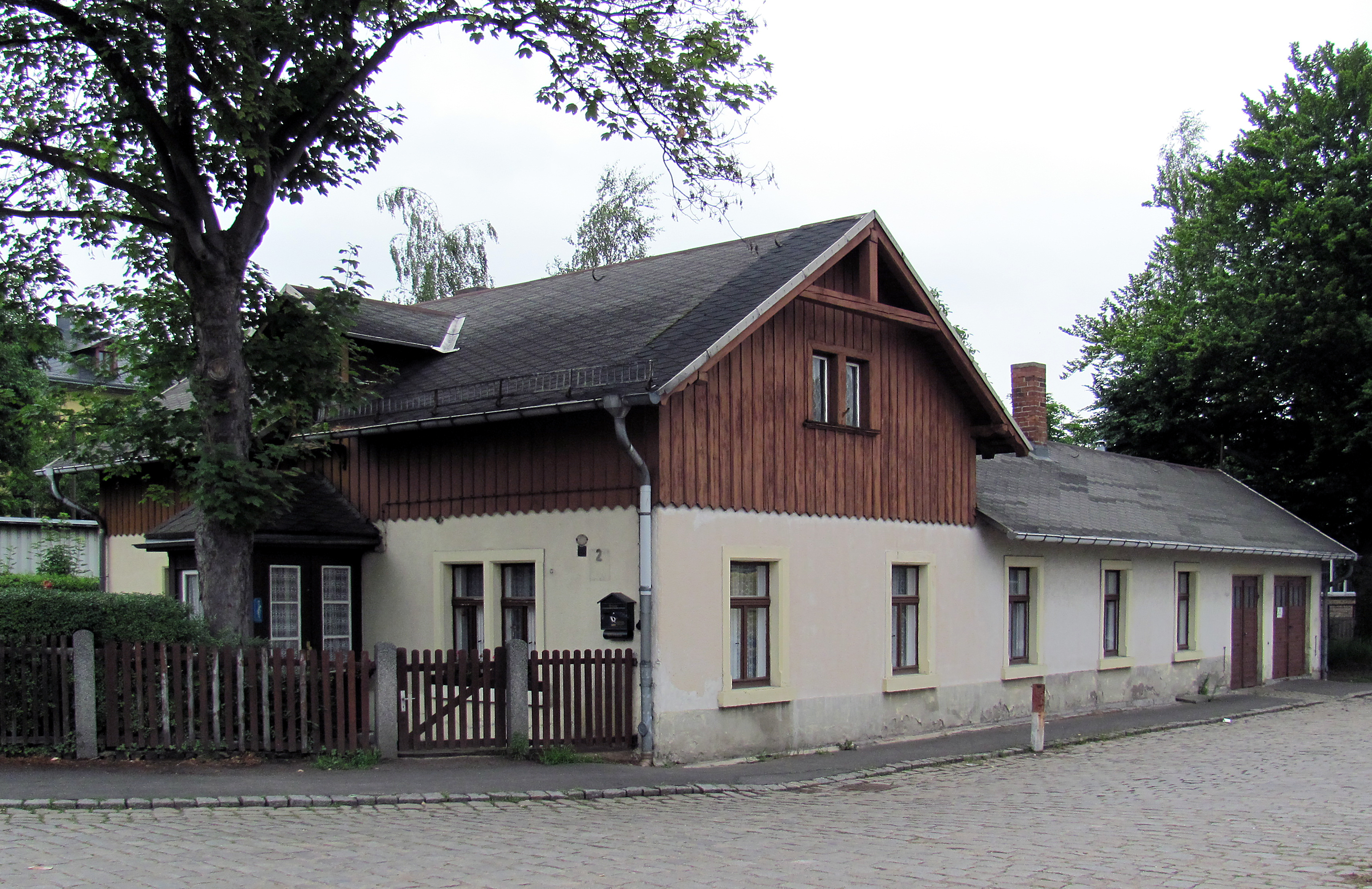
Wohnhaus Am alten Güterboden 2

## Beschreibung

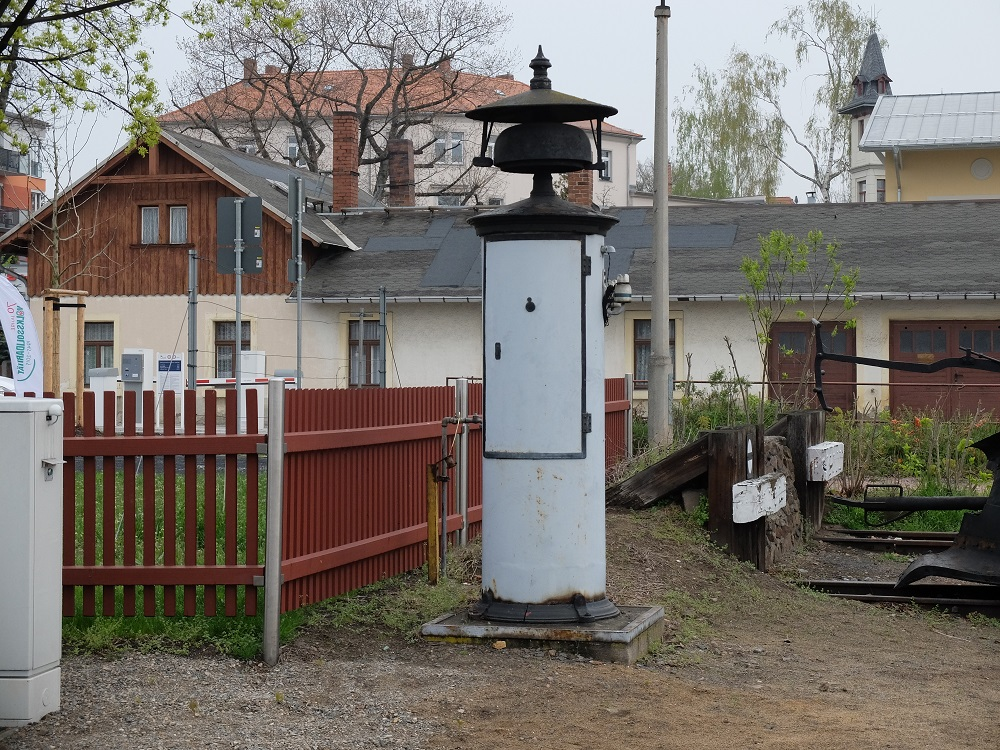
Das kleine Wohnhaus mit Anbau hinter dem Läutewerk des Bahnhofs

Das kleine, auch als Einzeldenkmal unter Denkmalschutz stehende Wohnhaus ist ein anderthalbgeschossiger Putzbau, der giebelständig zur Straße ausgerichtet ist und mit der Längsseite die Ostbegrenzung des Bahnhofsvorplatzes bildet. Nach rechts steht entlang der Straße ein niedriger Anbau.
Der Drempel sowie der Giebel sind verbrettert. Insgesamt zeigt das Gebäude Anklänge an den Schweizerstil.
Das Beamtenwohnhaus ist baugeschichtlich und verkehrsgeschichtlich von Bedeutung.